# Rivière Delay
Rivière Delay är ett vattendrag i Kanada.   Det ligger i provinsen Québec, i den östra delen av landet, 1 300 km norr om huvudstaden Ottawa.
Omgivningarna runt Rivière Delay är i huvudsak ett öppet busklandskap. Trakten runt Rivière Delay är nära nog obefolkad, med mindre än två invånare per kvadratkilometer.